# Xã Van Buren, Quận Crawford, Arkansas
Xã Van Buren (tiếng Anh: Van Buren Township) là một xã thuộc quận Crawford, tiểu bang Arkansas, Hoa Kỳ. Năm 2010, dân số của xã này là 29.194 người.